# Achterbahn

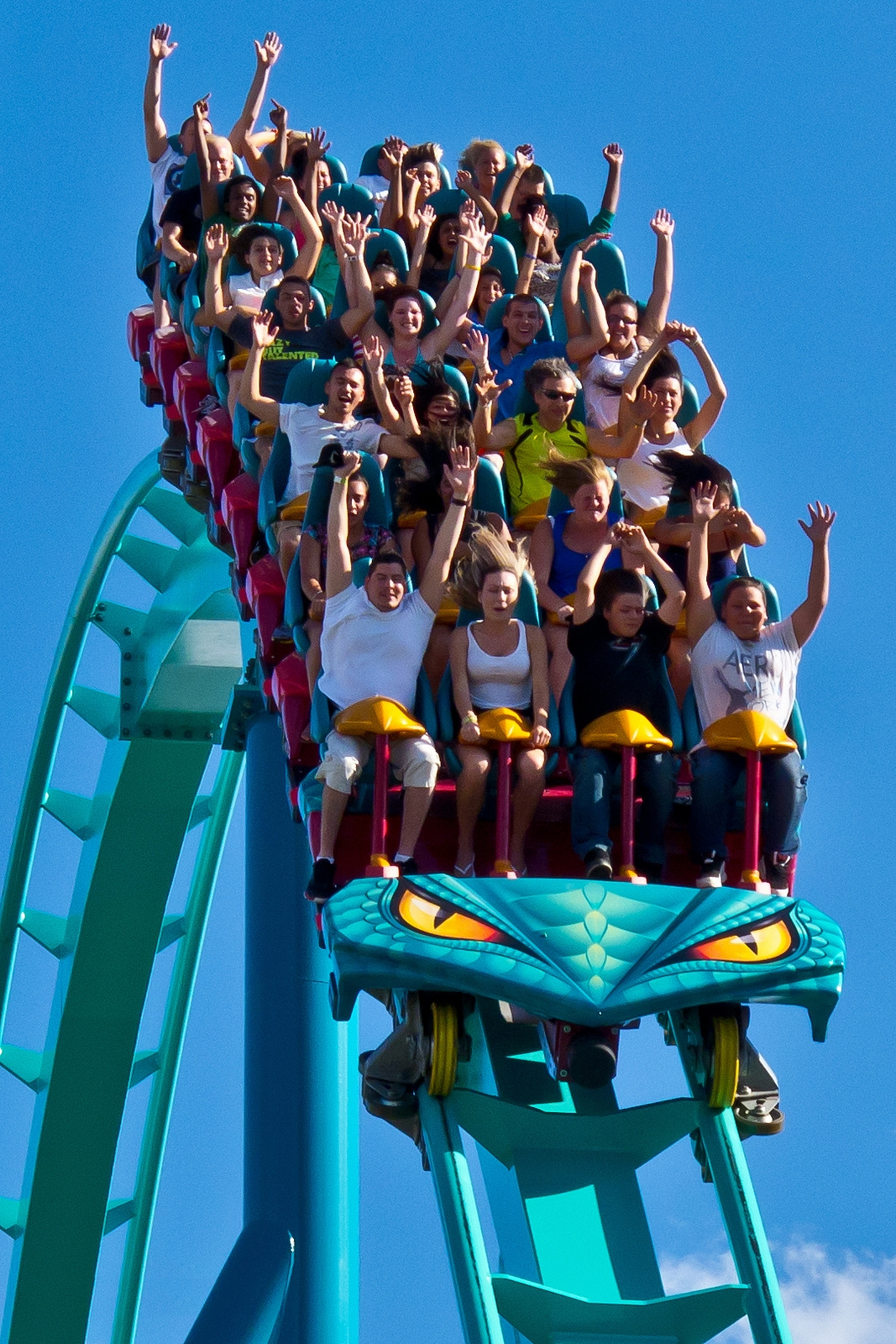
Stahlachterbahn Leviathan in Canada’s Wonderland

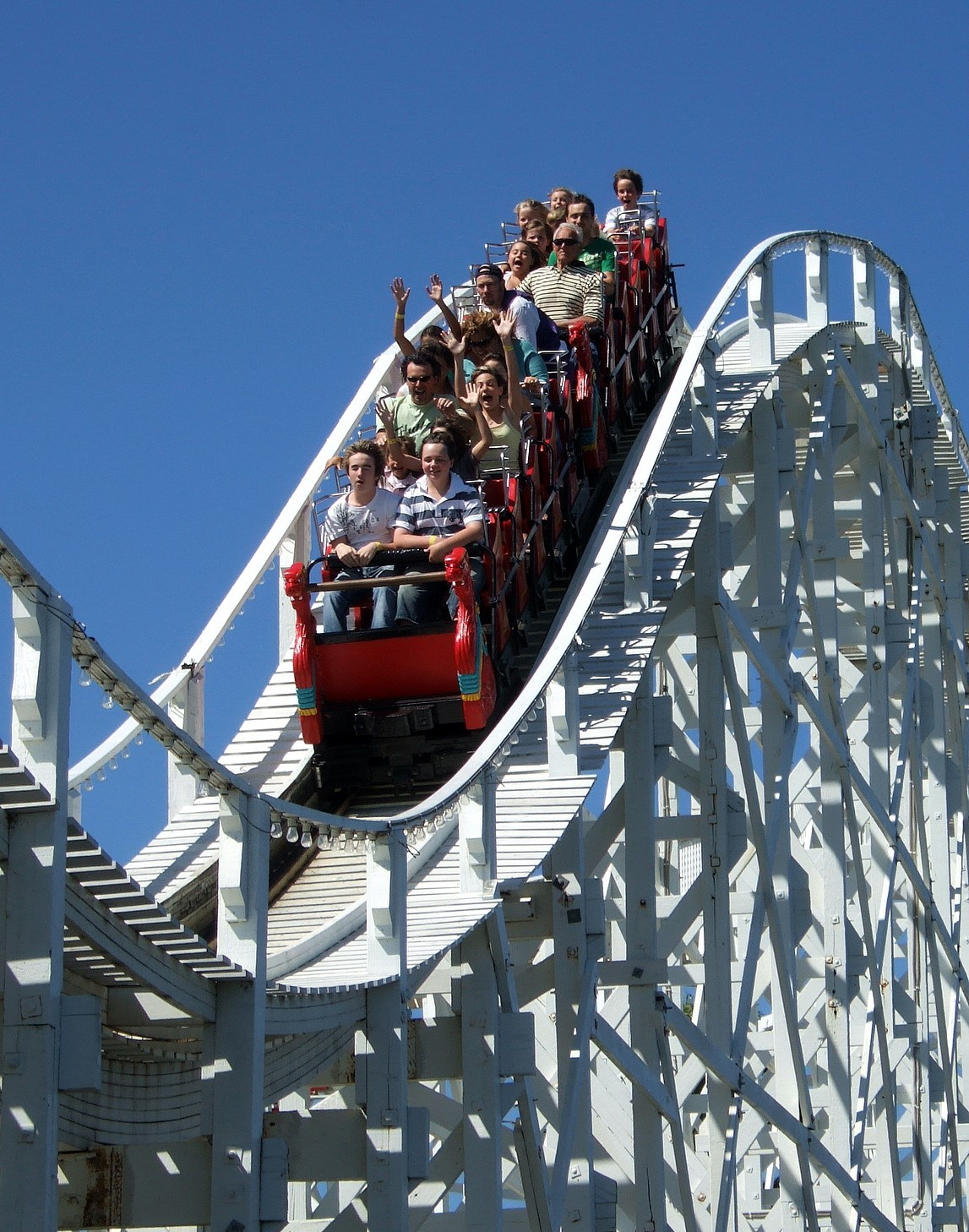
Holzachterbahn Scenic Railway im Luna Park

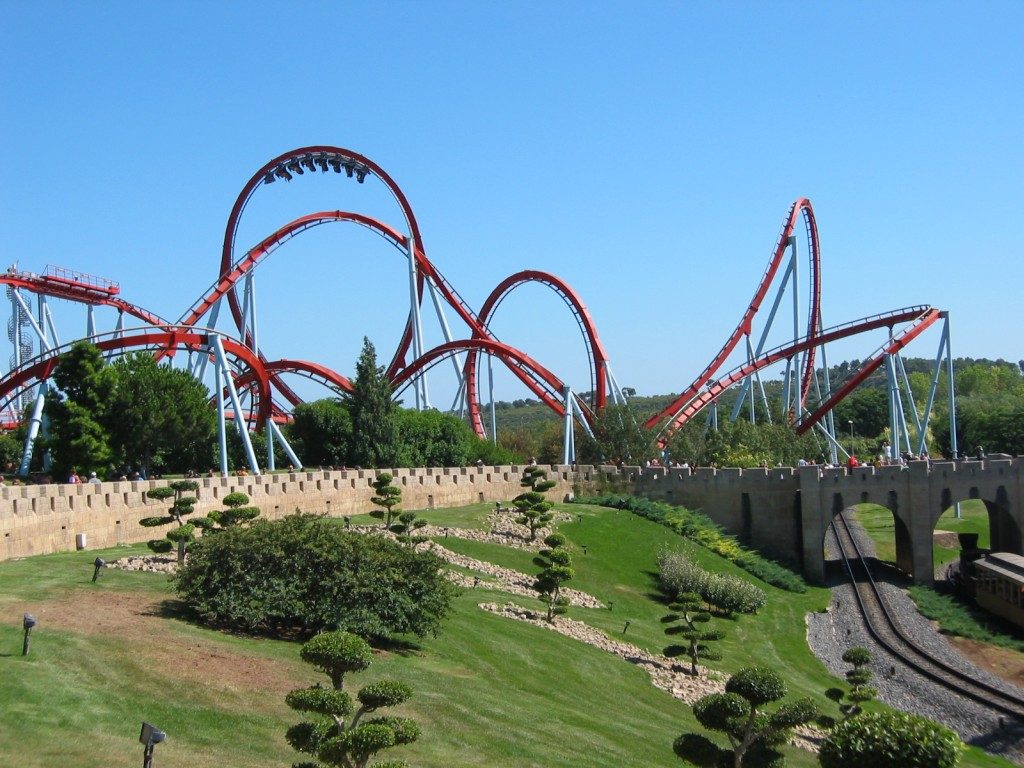
Stahlachterbahn Dragon Khan in PortAventura

Eine Achterbahn ist ein Fahrgeschäft, bei dem ein oder mehrere auf Schienen fahrende Wagen oder Züge eine derart beschaffene Strecke befahren, dass Passagiere gefahrlos außergewöhnliche g-Kräfte erleben können. Achterbahnen zählen zu den klassischen und größten Attraktionen auf Volksfesten und in Vergnügungsparks.
Der deutsche Name Achterbahn entstand aus der Bezeichnung Figur-8-Bahn. In Österreich werden Achterbahnen nach den Bahnen im Wiener Prater auch Hochschaubahn genannt. Der ebenfalls gebräuchliche Name Berg-und-Tal-Bahn leitet sich von den Bergen und Tälern des Streckenverlaufes ab. Die Herkunft des heutigen englischen Namens roller coaster ist umstritten. Er setzt sich aus den Begriffen roller – für rollend / Rollender und coaster – von to coast, das mit frei fahrend übersetzt werden kann, zusammen. Bereits LaMarcus Adna Thompson benutzt 1884 den Begriff im Patentantrag für seine Roller Coasting Structure. In vielen romanischen Sprachen nimmt die Bezeichnung Bezug auf die Russischen Berge, zum Beispiel montagnes russes im Französischen oder montagne russe im Italienischen, während im Russischen von Amerikanischen Bergen (американские горки) gesprochen wird.

## Geschichte

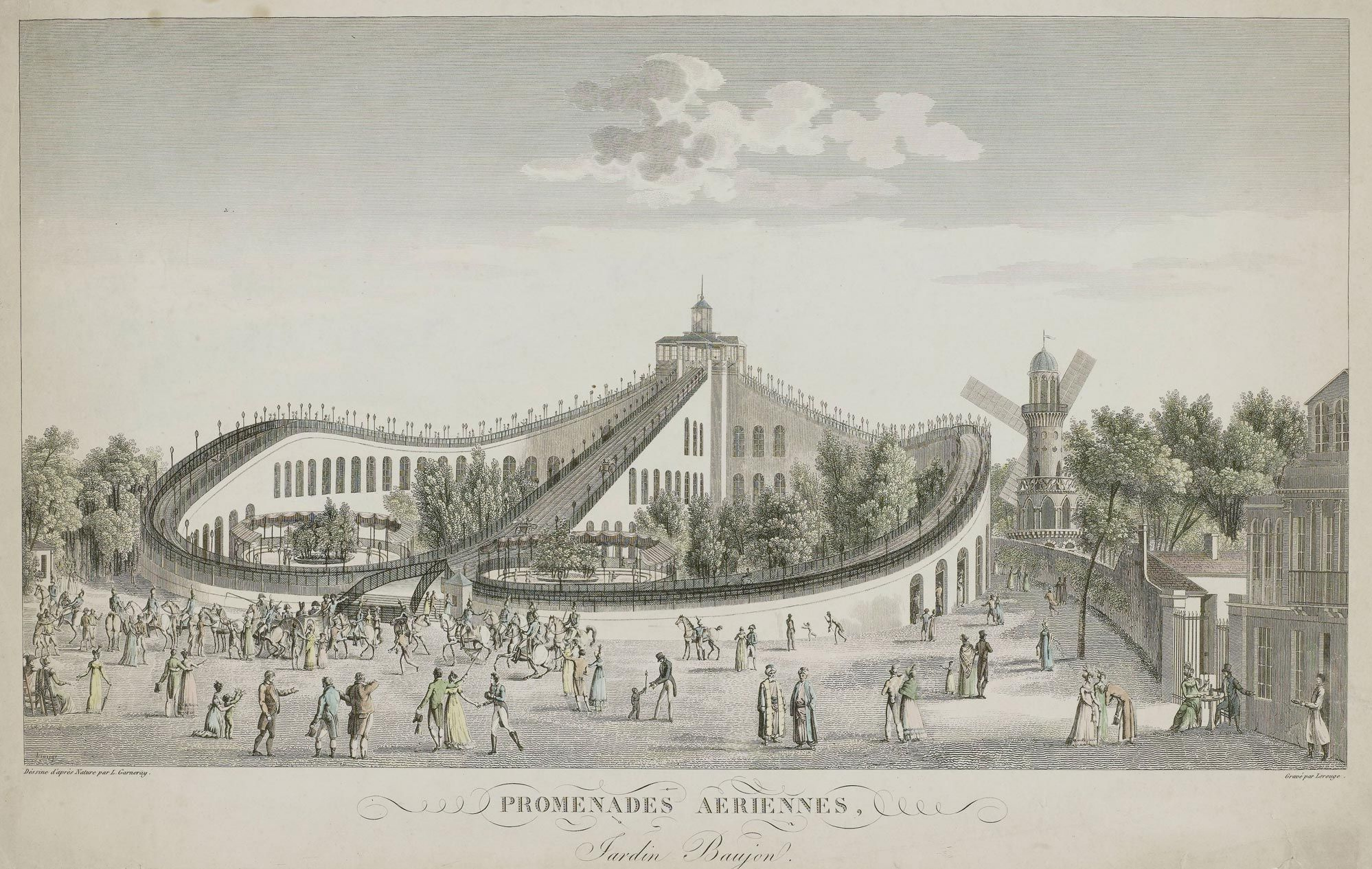
Promenades Aériennes im Jardin Beaujon, ca. 1820

### Russische Berge
Die ersten Vorläufer der Achterbahn entstanden im 17. Jahrhundert in Russland vor allem in der Gegend um das heutige Sankt Petersburg und in Moskau. Bei niedrigen Temperaturen im Winter wurden Rampen aus Holz mit Schnee und Eis bedeckt, sodass man auf einer mehrere Zentimeter starken Eisschicht diese künstlichen „Berge“ herunterrutschen konnte. Um die Eisschicht zu halten, wurde sie täglich mit gefrierendem Wasser übergossen. Als „Schlitten“ wurden zunächst Eisblöcke benutzt, auf denen ein Sitz aus Holz und Wolle für die Mitfahrer befestigt wurde. Die Bahnen waren vor allem unter der reicheren Bevölkerung und beim Adel beliebt und wurden teilweise aufwendig gestaltet, dekoriert und mit Bäumen umpflanzt.
Häufig ist zu lesen, Napoleons Soldaten hätten die unter dem Namen Montagnes Russes („russische Berge“) bekanntgewordene Erfindung während des Russlandfeldzugs kennengelernt und sie mit nach Westeuropa, insbesondere nach Frankreich gebracht. Allerdings gibt es Berichte, nach denen schon 1804 im Quartier des Ternes in Paris ein Russischer Berg in Betrieb war. Wegen häufiger Unfälle erlangte dieser aber schnell einen schlechten Ruf und wurde alsbald stillgelegt.
Russische Truppen brachten sie 1813 erneut nach Paris, von wo aus sie sich auch im deutschsprachigen Raum eine gewisse Zeit verbreiteten. Man fuhr bald auch ohne Eis auf Schlitten, die in Schienen glitten, „... welche am Ende des Wegs oft eine aufrechte Schlinge bildeten, die man, durch die Zentrifugalkraft gehalten, mit nach unten hängendem Kopf durchfuhr“.
In der Literatur findet man auch verschiedene Angaben darüber, wo Schlitten auf Rädern zuerst entwickelt wurden. Einige Autoren sehen diese Entwicklung bereits in Russland, laut anderen wurden erst in Frankreich Wagen eingesetzt. Angeblich soll aber schon 1784 eine in der englischen Literatur als Switchback bezeichnete Bahn in der Vergnügungsanlage Katalnaya Gorka im Park Orienbaum in Sankt Petersburg mit Rädern ausgestattet gewesen sein.
Es wird angenommen, dass wegen der milderen Winter in Frankreich und um die Verwendung auch auf die warme Jahreszeit ausdehnen zu können, dort weniger Eisrutschbahnen gebaut wurden, sondern eher Holzabfahrten, auf denen Wagen von Holzschienen geführt herabfahren konnten. Gesichert ist, dass 1817 in Paris zwei größere Anlagen in Betrieb waren, Les Montagnes Russes im Belleville und Promenades Aériennes im Jardin Beaujon. Zweitere war 30 Meter hoch, hatte bereits eine wellenförmige Abfahrt und wurde 1826 mit einem einfachen Kettenaufzug nachgerüstet. Auch die spanische Bezeichnung für Achterbahn Montaña rusa trägt heute noch die ursprüngliche Herkunft im Namen.

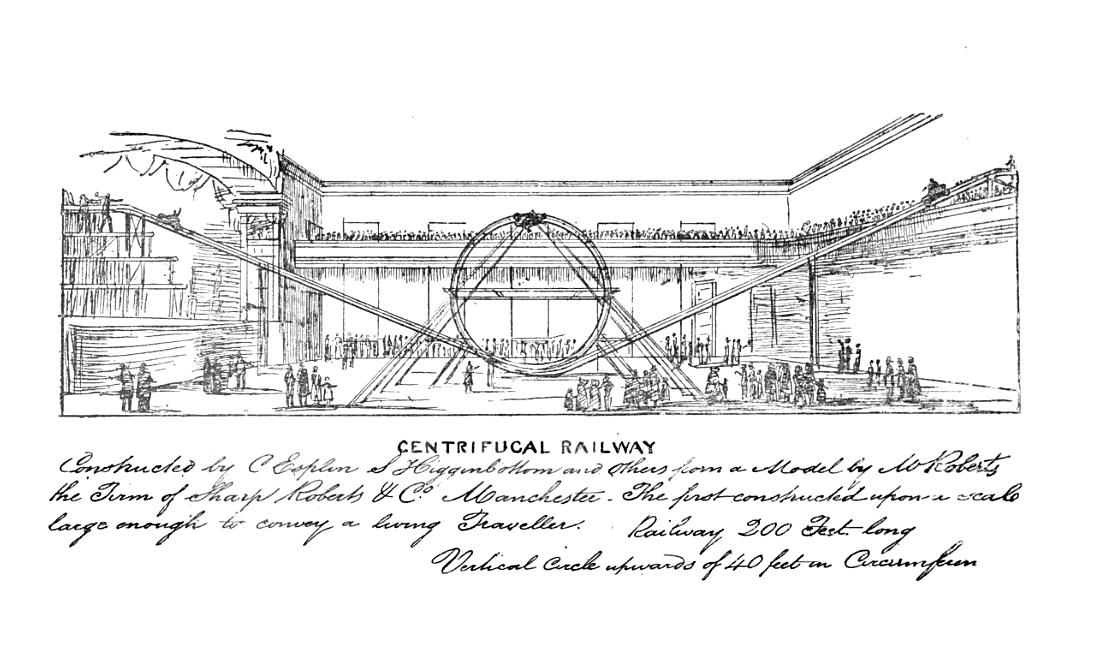
Centrifugal Railway

### Loopingbahnen
1846 wurde im Frascati-Garten in Paris die erste Bahn mit Inversion vorgestellt. Zwischen zwei gleichförmigen geraden Abfahrten befand sich bei diesen Centrifugal Railway oder Loop-the-Loop genannten Bahnen ein kreisrunder Vertikallooping. Da bei den runden Loopings mit relativ geringen Radien sehr hohe Kräfte auf die Fahrgäste einwirkten und es dadurch zu Verletzungen kam, blieben die so gestalteten Bahnen nicht lange in Betrieb.
Lina Beecher baute 1895 mit Flip Flap Railway im Sea Lion Park in Brooklyn eine erste Achterbahn mit elliptischem Looping. Hier wurden die auftretenden g-Kräfte, vor allem bei der Einfahrt in den Looping, reduziert. Aber auch bei dieser Bahn kam es durch den zu kleinen Looping häufig zu Verletzungen; vor allem Schädigungen der Halswirbelsäule traten auf. Die Bahn wurde schon vor 1903 wieder abgebaut. Auch nachfolgende Versuche, Loopingbahnen zu konstruieren, waren nur mäßig erfolgreich. Einerseits hatten die Bahnen eine geringe Kapazität, in der Regel konnten nur jeweils zwei Personen pro Wagen fahren; andererseits erschien die Fahrt vielen Menschen zu extrem, sodass mehr Schaulustige als Mitfahrer angezogen wurden. Somit waren sie nur wenig profitabel. Zwar gab es noch weitere Versuche, Bahnen mit Überschlägen zu realisieren; dauerhaft erfolgreich war das aber erst Mitte der 1970er Jahre durch die Corkscrew-Bahnen von Arrow Development und Werner Stengels Einführung des Klothoidenloopings, der dann sehr erfolgreich von Schwarzkopf umgesetzt wurde.

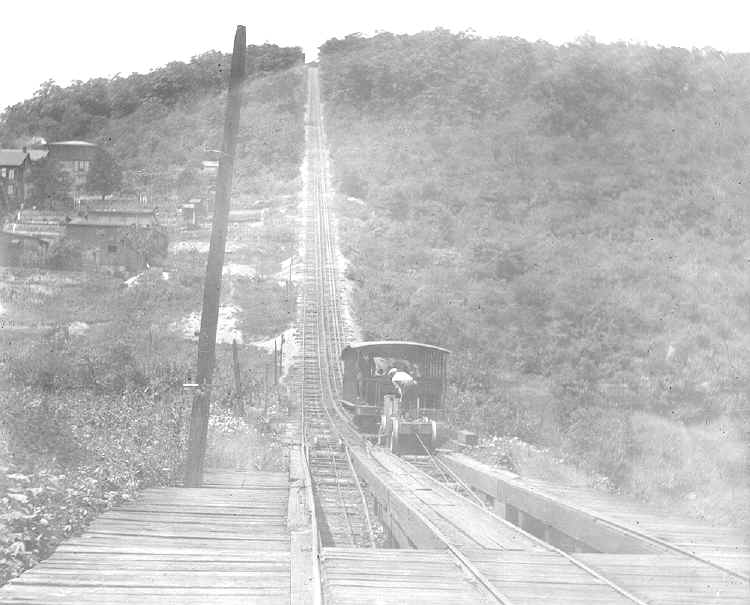
Aufzug der Mauch Chunk Railway bei Mount Pisgah

### Switchback Railways
Josiah White und Erskine Hazard bauten 1827 in Pennsylvania die Mauch Chunk Switchback Railway, eine der ersten Eisenbahnstrecken der Vereinigten Staaten, um Kohle aus den etwa 14 Kilometer entfernten Bergwerken am Summit Hill in den Ort Mauch Chunk (heute Jim Thorpe) zu bringen. Die Strecke nutzte dabei das kontinuierliche Gefälle und kam so ohne Antrieb aus. Für den Rückweg wurden die Wagen von Maultieren gezogen. Die Bergabfahrt dauerte etwa 30 Minuten, für den Bergauftransport wurden drei bis vier Stunden benötigt. Schon kurz nach der Eröffnung interessierten sich Besucher für die Neuheit und so wurden ab 1829 in begrenztem Umfang Mitfahrten für Passagiere angeboten. Der zunehmende Bedarf an Kohle durch den aufkommenden Eisenbahnverkehr in den 1840er Jahren machte einen Ausbau der vormals eingleisigen Strecke notwendig. So wurde die Strecke 1846 um einen zweiten Abschnitt erweitert, der sie zu einer geschlossenen Acht werden ließ. Für die beiden steileren Bergaufpassagen wurden zwei 89 kW Dampfmaschinen angeschafft, die die Wagen mit Seilzug nach oben beförderten. Da die Abfahrt aufregend war und eine gute Aussicht über die schöne Landschaft gab, nahm der Personentransport immer mehr zu. Nachdem 1872 die Kohlebergwerke direkt an das Eisenbahnsystem angeschlossen wurden, war die Mauch Chunk Railroad für den Kohletransport überflüssig geworden. Nun wurde aus ihr mit zeitweise bis zu 35.000 Besuchern eines der beliebtesten Ausflugsziele der USA. Als Touristenattraktion war die Strecke noch bis 1932 in Betrieb.

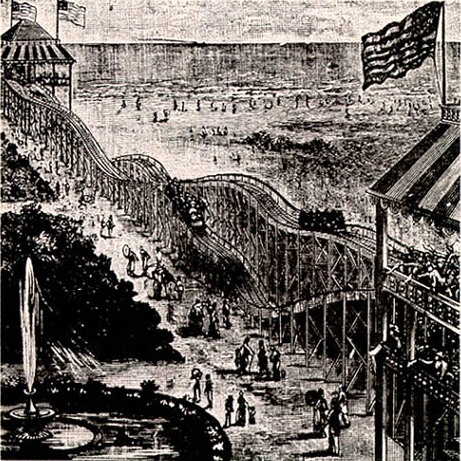
Switchback Railway 1884

Das einfache Hügelab-Konstruktionsprinzip der Mauch Chunk Railway war Inspiration für LaMarcus Adna Thompson, ab 1881 anhand dieser Konstruktion das zu planen, was heute als erste amerikanische Achterbahn gilt. Die sogenannte Gravity Pleasure Switch Back Railway auf Coney Island wurde 1884 eröffnet. Die Bahn bestand aus zwei parallel verlaufenden 180 Meter langen geraden Strecken mit hügeligen Abfahrten, die jeweils von einer 15 Meter hoch aufgeständerten Plattform starteten. Die Wagen wurden zur Abfahrt manuell angeschoben und erreichten eine Höchstgeschwindigkeit von 11 km/h. Zu einem großen Teil fuhren die Wagen die zur gegenüberliegenden Plattform führende Steigung durch ihren Schwung wieder hinauf, den restlichen Weg wurden sie mit Muskelkraft geschoben. Über ein Transfergleis wurden sie dann auf die andere Strecke für die nächste Abfahrt gebracht (Switchback). Die Wagen waren mit einfachen Bänken mit seitlichen Haltegriffen und ohne Rückenlehnen versehen, so konnten die Mitfahrer mit Blick in beiden Richtungen sitzen und ein Umdrehen der Wagen war überflüssig. Thompson erhielt 1885 für seine Switchback Railway ein Patent.

### Scenic Railways

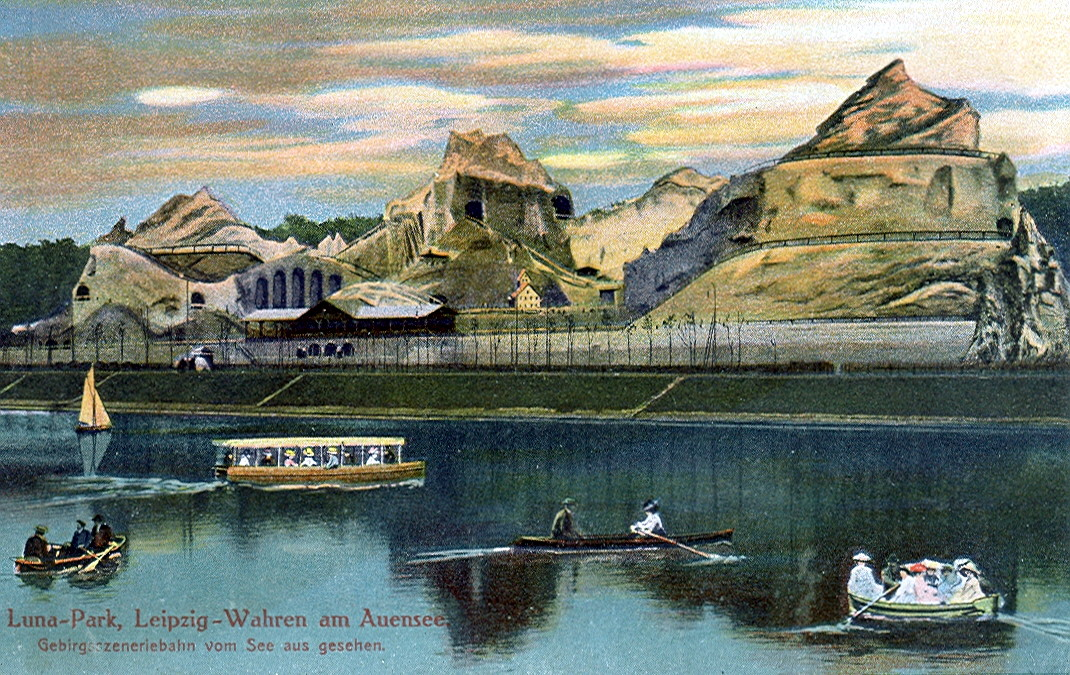
Scenic Railway im Luna-Park am Auensee bei Leipzig, ca. 1918

Schon kurze Zeit später wurde 1885 ebenfalls in Coney Island die erste Bahn mit geschlossener ovaler Strecke und einem Aufzug von Phillip Hinkle gebaut.
Es folgten eine Reihe weiterer Bahnen, vor allem von Thompson, der sich Patente auf die Gestaltung der Bahnen mit Tunneln und Pavillons gesichert hatte. Teilweise waren diese aufwendig thematisiert, vor allem als künstliche Gebirgsmassive, und wurden deshalb Scenic Railways (engl. sinngemäß „malerische / landschaftlich schöne Bahn“) im Deutschen Gebirgsszeneriebahn genannt. Die erste Achterbahn in Form der Ziffer 8 wurde 1898 auf Coney Island eröffnet.
Um ein Entgleisen der Wagen zu verhindern, wurden seitliche Führungen, Räder und Laufflächen angebracht. So entstanden die Side-Friction-Bahnen, für die Thompson 1913 ebenfalls ein Patent erhielt. Die Bahnen waren sehr erfolgreich und wurden in größerer Anzahl in den USA gebaut und auch in verschiedene europäische Länder exportiert. Anfang des 20. Jahrhunderts wuchs die Zahl der Achterbahnen, vor allem in den USA, rasant, bis die Weltwirtschaftskrise Anfang der 1930er Jahre das Ende dieser Entwicklung setzte. Die letzte noch existierende Side Friction Scenic Railway von Thompson ist die 1914 gebaute Rutschebanen im Tivoli in Kopenhagen.
Die erste Achterbahn Deutschlands, die aus Holz gefertigte Riesen-Auto-Luft-Bahn, wurde 1908 vom Münchner Großschausteller Carl Gabriel gemeinsam mit dem Deutsch-Amerikaner Bartling im Vergnügungspark der Ausstellung München vorgestellt. Die Bahn hatte einen elektrischen Aufzug für die vier Personen fassenden Wagen und war als Figur-8 Bahn, auch Schleifenbahn genannt, gestaltet. Ein Jahr später wurde auf dem Oktoberfest von Carl Gabriel die Automobil Berg- und Talbahn präsentiert. Sie war nicht transportabel ausgelegt und wurde nach dem Fest wieder abgerissen.
Um aufregendere Bahnen realisieren zu können, entwickelte John A. Miller zum Ende der 1910er Jahre Bahnen mit Underfriction wheels, Rädern, die von unten an entsprechend geformte Schienen greifen. Miller war zunächst ein Mitarbeiter von Thompson, baute aber später mit verschiedenen anderen Partnern Achterbahnen und andere Fahrgeschäfte. Die Erfindung der Underfriction wheels, für die Miller 1919 ein Patent erhielt, war wegweisend für die Entwicklung von Hochgeschwindigkeitsachterbahnen. Da ein Entgleisen der Fahrzeuge unmöglich wurde, konnten steilere Abfahrten, Hügel mit mehr Airtime und stärker geneigte Kurven realisiert werden als bei Bahnen mit nur seitlicher Führung. Bis heute basieren die Fahrwerke der meisten Achterbahnen auf den Grundlagen von Millers Erfindung.

### Stahlachterbahnen

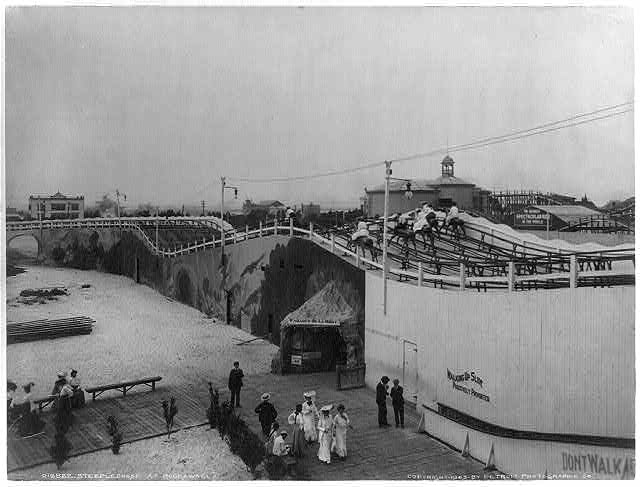
Steeplechase ride im Steeplechase Park auf Coney Island

Üblicherweise werden die 1959 eröffneten Matterhorn Bobsleds im Disneyland in Anaheim als erste Stahlachterbahn mit Schienen aus Stahlrohren angesehen. Es gab aber auch schon deutlich früher Achterbahnen mit Metallschienen. Aus der ersten Hochzeit der Achterbahnen liegen nur wenige schriftliche Dokumentationen vor, auch Fachliteratur stützt sich häufig auf die einzig erhaltenen Postkartenbilder. Deshalb ist nicht ganz klar, ob bei den frühen Stahlachterbahnen neben Profilen auch teilweise schon Rohre für die Schienenkonstruktion benutzt wurden.
Eine besondere Kuriosität stellten die zuerst 1893 von John W. Cawdrey erdachten Steeplechase Bahnen dar. Hier fuhren statt Wagen Holzpferde auf mehreren Spuren aus Metallschienen nebeneinander und lieferten sich so ein „Pferderennen“. Die größte Anlage mit acht Spuren wurde von 1898 bis 1907 im Steeplechase Park auf Coney Island betreiben. Die Fahrzeuge boten für zwei Personen hintereinander Platz.
1902 präsentierten Albert F. und Alvin T. Smith mit Bisby’ s Spiral Airship nicht nur eine frühe Stahlachterbahn, sondern auch unter den Schienen hängende Wagen, lange bevor es ab 1975 die ersten Suspended Coaster gab.
Die vermutlich älteste noch in Betrieb befindliche Stahlachterbahn ist die Rodelbaan im niederländischen Vergnügungspark De Waarbeek. Die nur maximal vier Meter hohe Bahn besteht aus einem Oval mit Schienen aus Stahlprofilen und einer seitlichen Führung. Sie wurde 1930 von den Betreibern des Parks selbst gebaut.
Ebenfalls noch vor den Matterhorn Bobsleds wurde schon 1956 in Paris eine als R2000 bekannte, transportable Stahlachterbahn mit dreieckig angeordneten Stahlrohrschienen betrieben. Der italienische Hersteller Pinfari baute spätestens ab 1960 unter dem Modellnamen Zyklon sehr erfolgreich Achterbahnen mit Stahlschienen aus Rohren. Allein aus dieser Modellreihe konnten weit mehr als 100 Bahnen verkauft werden.
Heute ist ein Trend zu immer schnelleren, spektakuläreren und schwindelerregenderen Achterbahnen feststellbar – dadurch sind Spitznamen wie Organisiertes Erbrechen oder Kotzmühlen erklärbar. Dem gegenüber steht ein Trend zu immer ausgefalleneren Konstruktionen, die auch auf kleinem Raum und ohne Rekorde ein besonderes Erlebnis bieten.

## Typen

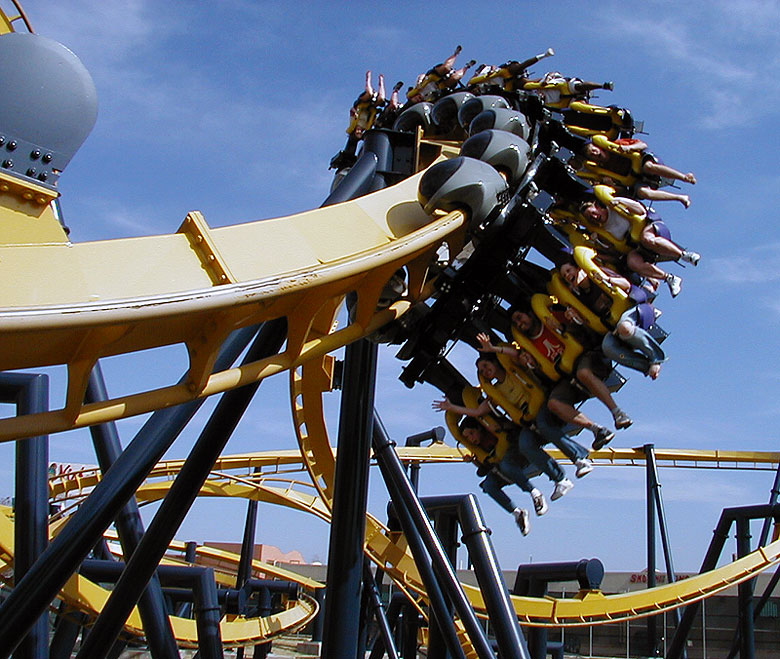
Ein Inverted Coaster

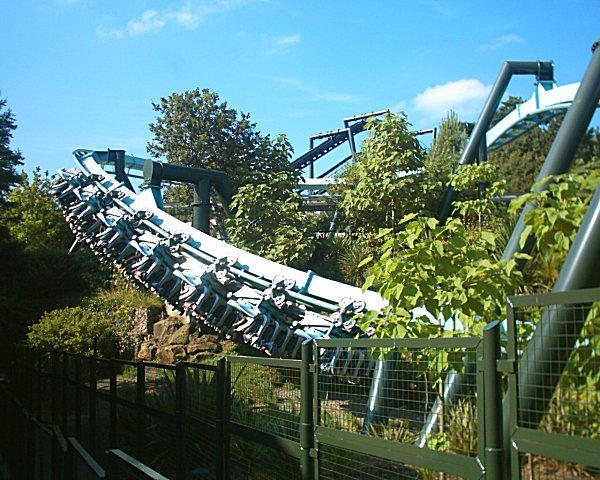
Ein Flying Coaster

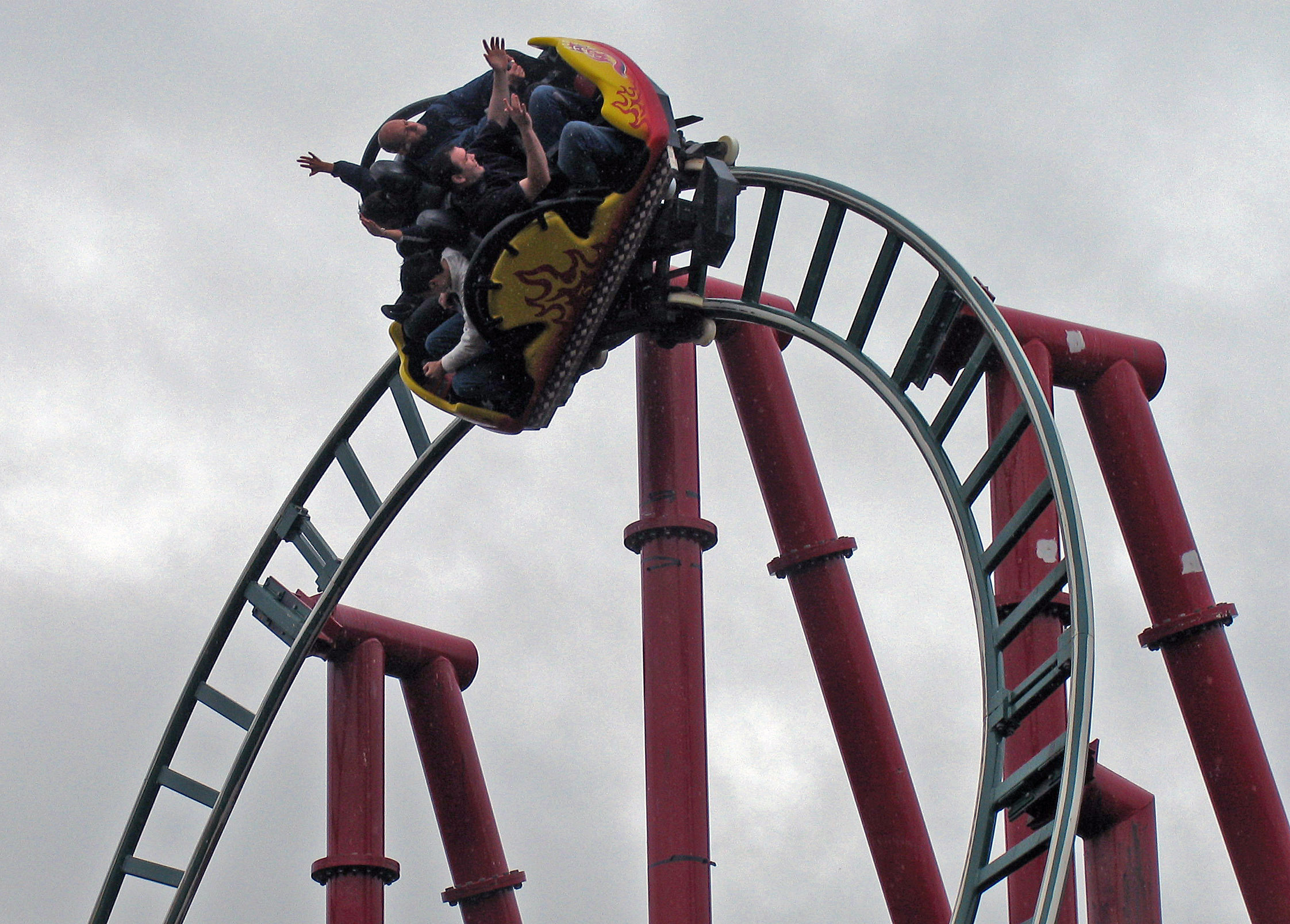
Ein Spinning Coaster im Immelmann Turn

Inzwischen gibt es unzählige verschiedene Achterbahntypen, die nach verschiedenen Kriterien unterschieden werden.
Grundsätzlich wird unterschieden zwischen Holzachterbahnen (Wooden Coaster) und Stahlachterbahnen (Steel Coaster), wobei hier das Material der Schienenkonstruktion, nicht das der Stützen maßgeblich ist. Es gibt Achterbahnen mit Holzschienen und Metallstützen und umgekehrt. Bei solchen Konstruktionen spricht man von Hybrid-Achterbahnen (Hybrid Coaster).
Ein weiteres grundsätzliches Unterscheidungsmerkmal ist die Aufteilung in transportable und stationäre Bahnen.

### Wagen
Neben der klassischen Achterbahn im Sitzen (Sit-Down Coaster) unterscheidet man bei Stahlbahnen nach der Wagenform. So gibt es Typen, in denen man unter der Schiene fährt (Inverted Coaster und Suspended Coaster), im Wagen steht (Stand-Up Coaster), liegt (Flying Coaster) oder bei denen der Zugboden fehlt (Floorless Coaster). Weiterhin gibt es Achterbahnen mit Wagen, die sich horizontal drehen können (Spinning Coaster), und solche, bei denen die Sitze der Wagen selbst Überschläge ausführen können (z. B. 4th Dimension Coaster und Ball Coaster).

### Antrieb
Klassisch werden die Wagen oder Züge nach Transport auf einen Hügel (Lifthill) durch die Gravitation angetrieben. Daneben gibt es durch Elektromotoren im Zug angetriebene Achterbahnen (Powered Coaster) und per Elektromagnet beschleunigte Achterbahnen (Launched Coaster) mit Katapultstart.

### Streckenführung
Neben den Bahnen mit geschlossener Streckenführung gibt es sogenannte Shuttle Coaster, bei denen die Strecke offen ist und die Wagen sie zweimal durchfahren, vorwärts und rückwärts.
Weiterhin gibt es Achterbahnen mit mehreren Fahrspuren. Je nach Art des Aufbaus spricht man von einem Racing Coaster, wenn die Spuren parallel verlaufen, oder von einem Duelling Coaster, wenn die Strecken ähnlich und gleich lang sind, aber weitgehend nicht parallel verlaufen. Bei beiden liefern sich die Fahrzeuge ein „Rennen“ beziehungsweise ein „Duell“. Bei sogenannten Möbius-Achterbahnen beschreibt die Strecke eine Unendlichkeit in der Art des Möbiusbandes. Es starten dazu zwei Züge in zwei verschiedenen Stationen und am Ende der Fahrt befinden sich beide Züge jeweils in der Station, in der der andere gestartet ist. Möbius-Achterbahnen können als Racing- oder Duelling Anlage aufgebaut sein. Zudem gibt es Mehrfachanlagen, bei denen die Fahrzeuge auf den Strecken nicht in besonderer Weise interagieren und auch die Abfahrten nicht synchronisiert sind.

### Achterbahnen in Gebäuden
Einige Achterbahnen werden innerhalb von Gebäuden errichtet. Zum einen handelt es sich dabei um Bahnen, die zu einem in einem Gebäude befindlichen, größeren Komplex gehören, etwa einem Indoorvergnügungspark (Beispiel Adventuredome, Las Vegas; Galaxyland, Edmonton) oder einem Einkaufszentrum (Beispiel Mall of America). Die so vor der Witterung geschützten Bahnen werden üblicherweise ganzjährig betrieben.
Zum anderen werden Bahnen als Dunkelachterbahn betrieben. Bei solchen Achterbahnen liegt ein Großteil der Strecke in einem meist unbeleuchteten, vom Tageslicht abgeschirmten Gebäude. Oft kommen bei solchen Bahnen Musik und Lichteffekte sowie Figuren und Gegenstände als Thematisierungselemente zum Einsatz. Besonders beliebt war dabei das Thema Weltraum. Beispiele sind Space Mountain in diversen Disneyparks oder war Crazy Bats im Phantasialand.
Es gibt auch transportable Achterbahnen in Gebäuden, bei denen das Gebäude zusammen mit der Achterbahn abgebaut und am neuen Aufstellungsort wiederaufgebaut werden. Eine solche Achterbahn ist der Höllenblitz – Der Coaster.

### Höhe

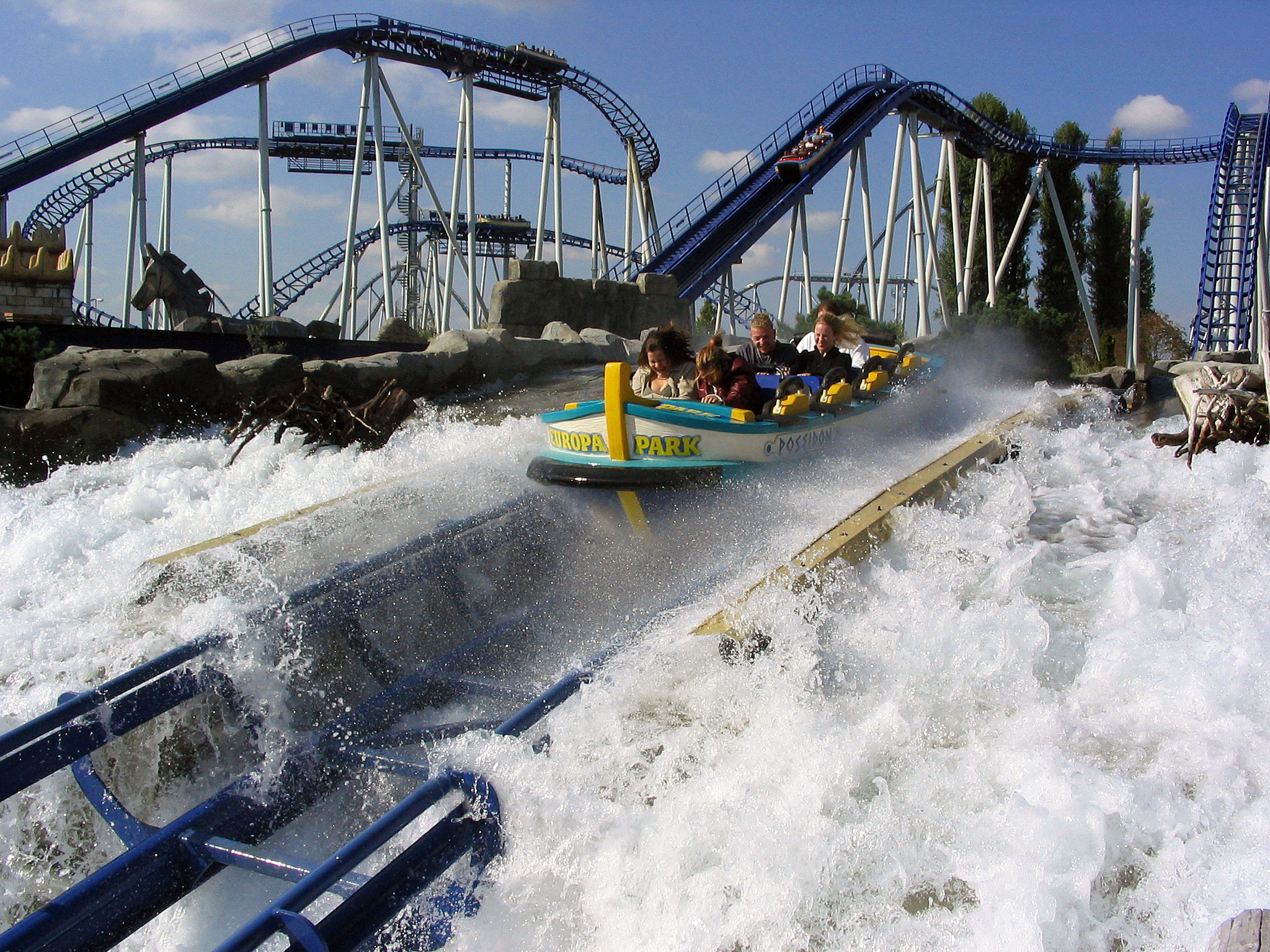
Wasserachterbahn Poseidon im Europa-Park

Ferner werden große Achterbahnen oft durch ihre Höhe in Stadien eingeteilt. Hier sind insbesondere Mega Coaster (über 150 ft ≈ 46 m), Hyper Coaster (über 200 ft ≈ 61 m), Gigacoaster (über 300 ft ≈ 91 m), Stratacoaster (über 400 ft ≈ 122 m) und Exacoaster (über 600 ft ≈ 138 m) zu nennen. Diese Namen verwischen allerdings teilweise mit den Typenbezeichnungen der Hersteller.

### Sonstige
Des Weiteren stellen Wasserachterbahnen eine Kombination aus Achterbahn und Wildwasserbahn beziehungsweise Shoot the Chutes dar.
Puristen erkennen Powered und Water-Coaster oft nicht als „richtige“ Achterbahnen an, da ihnen klassische Merkmale einer Achterbahn fehlen. Als klassische Merkmale zählen sie zum Beispiel mindestens eine Bergauffahrt aus eigener Kraft (beim Powered Coaster nicht gegeben) und das ständige Fahren auf Schienen (beim Water-Coaster teilweise nicht gegeben).
Auch die zu den Sommerrodelbahnen gehörenden Alpine-Coaster werden häufig als mit Achterbahnen verwandt betrachtet. Sie fahren zwar auf einer geschlossenen Schienenstrecke, ihnen fehlt im Streckenverlauf aber der Wechsel aus Gefälle- und Steigungsabschnitten, weil der Streckenverlauf kontinuierlich nur bergab geht. Von den klassischen Achterbahnen unterscheiden sich Alpine-Coaster außerdem in der Möglichkeit, die Geschwindigkeit des Wagens selbst durch Bremsen zu kontrollieren. Vor allem werden diese Anlagen aber nach DIN 33960 als Sportanlagen klassifiziert, während Achterbahnen unter DIN 13814 als Fliegende Bauten und Anlagen für Veranstaltungsplätze und Vergnügungsparks fallen. Der weltweit längste Alpine-Coaster ist der 3.525 Meter lange und 450 Meter hohe Alpine Coaster im österreichischen Imst.
Natürlich gibt es auch Kombinationen aus den verschiedenen Typen, zum Beispiel Inverted Launched Shuttle Coaster wie Wicked Twister in Cedar Point, Ohio.

## Technik und Sicherheit
Um die Sicherheit der Mitfahrer und Außenstehenden zu jedem Zeitpunkt zu gewährleisten, werden bei Achterbahnen verschiedene zum Teil redundante Sicherheitsmechanismen und -systeme eingesetzt. Zwar soll die Fahrt auf Achterbahnen das Gefühl der Gefahr vermitteln, tatsächlich gehören sie aber, statistisch gesehen, zu den sichersten Gefährten der Welt. Die Anfahrt zum Vergnügungspark oder Festplatz ist deutlich risikoreicher als die Fahrt auf der Achterbahn.
Mit der eingesetzten Technik sollen vor allem das Heraus- bzw. Herunterfallen der Fahrgäste und die Kollision der Fahrzeuge vermieden werden.
Durch Absperrungen und Zäune wird ein Zugang zur Strecke für Unbefugte versperrt. Verletzungen der Mitfahrer durch herab- oder herausfallende Gegenstände beziehungsweise ein Bewerfen der Fahrgäste wird meist durch Netze, Gitter, Wände oder Überdachungen in Streckennähe verhindert.

### Räder und Schienen
Bei den ersten Bahnen (z. B. Switchbackrailways) gab es nur gerade Strecken ohne Kurven mit einfachen Stahlschienen, wie sie beispielsweise bei Feldbahnen zum Einsatz kommen. Weiterentwicklungen hatten dann seitliche Räder (Sidefriction Wheels), die an neben den Schienen angebrachten Leisten liefen und in den Kurven ein Herunterspringen des Zuges von den Schienen verhinderten. Um das Entgleisen bei steilen Bergabpassagen und Hügeln zu vermeiden, wurden zunächst seitlich verlängerte Achsen in den Wagen verwendet, die unter Bohlen neben den Schienen liefen. John A. Miller entwickelte 1912 ein drittes Räderpaar, das unter die spezielle Schiene greift, Up-Stop oder Underfriction Wheels genannt. Die erste europäische Bahn, die diese Technik einsetzte, ist die 1923 eröffnete Big Dipper in Pleasure Beach Blackpool.
Moderne Achterbahnfahrwerke haben fast alle zusätzlich zu den Laufrädern je zwei Räderpaare, die seitlich und gegenläufig an den Schienen laufen. Weniger verbreitet sind zusätzliche schräg unterhalb der Laufräder angebrachte Radpaare. Erst diese Radanordnung machte ab 1975 bei Stahlachterbahnen das sichere Durchfahren von Überschlagselementen möglich.
Bei Holzachterbahnen sind die Schienen aus Holzleisten zusammengeleimt, mit Metallauflagen an den Laufflächen der Räder. Die Schienen von Stahlachterbahnen bestehen aus gebogenen Stahlrohren oder H-Profilen.

### Rückhaltesysteme
Während auf frühen Achterbahnen keine starken g-Kräfte auftraten, die die Gefahr mit sich gebracht hätten, die Mitfahrer aus den Sitzen zu schleudern, und somit auch Rückhaltesysteme überflüssig waren, änderte sich dies mit Aufkommen von Bahnen mit Up-Stop Wheels.
Neben der Funktion, die Fahrgäste vor einem Herausfallen durch Aufstehen zu sichern, hielten die nun eingesetzten Gurte oder Schoßbügel sie auch bei Airtime sicher auf ihren Sitzen.
Bei Stahlachterbahnen mit Überschlägen werden meist Schulterbügel eingesetzt, die neben der Fixierung auf den Sitzen auch Verletzungen durch Verdrehen des Oberkörpers verhindern sollen.
Obwohl der Schließmechanismus der Bügel mit Rasten oder Hydraulikzylindern doppelt ausgeführt ist, um ein Versagen zu verhindern, kommen vor allem bei Inverted Coastern oft noch zusätzliche Gurte zwischen Sitz und Schulterbügel zum Einsatz. Diese Gurte sollen vor allem die subjektive Sicherheitswahrnehmung der Gäste erhöhen.
Aufwändigere Rückhaltesysteme gibt es bei den Flying Coastern, bei denen die Fahrgäste die Fahrt unter dem Zug mit dem Gesicht nach unten liegend erleben. Durch die Fahrposition müssen hier neben dem Oberkörper auch die Beine des Fahrgastes gehalten werden.
In den letzten Jahren gab es neue Entwicklungen zum Thema Personensicherung auf Achterbahnen. Beispielsweise kommen die X-Car-Achterbahnwagen von Maurer AG und neue Wagen von Zierer, trotz durchfahrener komplizierter Inversionen, durch speziell geformte Sitze und Bügel ohne die bei vielen Achterbahnfans unbeliebten Schulterbügel aus.

### Bremsen

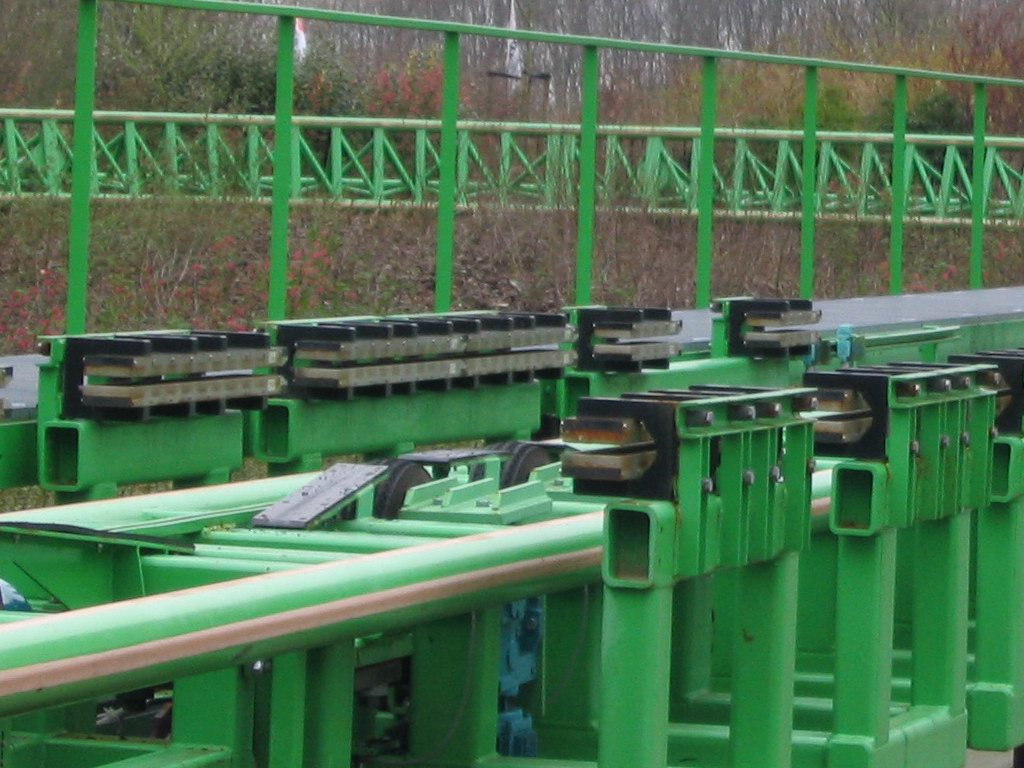
Wirbelstrombremsen der Intamin-Achterbahn Goliath in Walibi Holland

Moderne Achterbahnfahrzeuge, ausgenommen die von Powered Coastern, besitzen weder einen eigenen Antrieb noch eigene Bremsen. Beschleunigt und gebremst wird jeweils von außen. Dabei sind die Bremsen so ausgelegt, dass sie im ausgeschalteten Zustand geschlossen sind und den Zug anhalten. Somit ist auch bei Ausfall der Energiezufuhr stets der Halt der Fahrzeuge ohne Gefahr einer Kollision gewährleistet.
Für die Bremsen kommen hauptsächlich Klotzbremsen zum Einsatz, bei denen eine unter oder seitlich des Wagens angebrachte Metallschiene zwischen den Bremsklötzen geführt wird und so als Angriffsfläche dient. Zunehmend werden auch wegen ihrer Ausfallsicherheit praktisch wartungsfreie Wirbelstrombremsen verbaut, die zusätzlich noch den Vorteil einer sanfter einsetzenden Bremsung bieten.
Auch heute gibt es noch auf Scenic Railways Züge mit eigenen Bremsen. Hier fährt jeweils ein Bremser mit im Zug, der neben der Regelung der Geschwindigkeit auch für die Fahrt ohne Auffahren auf andere Züge verantwortlich ist.

### Lift

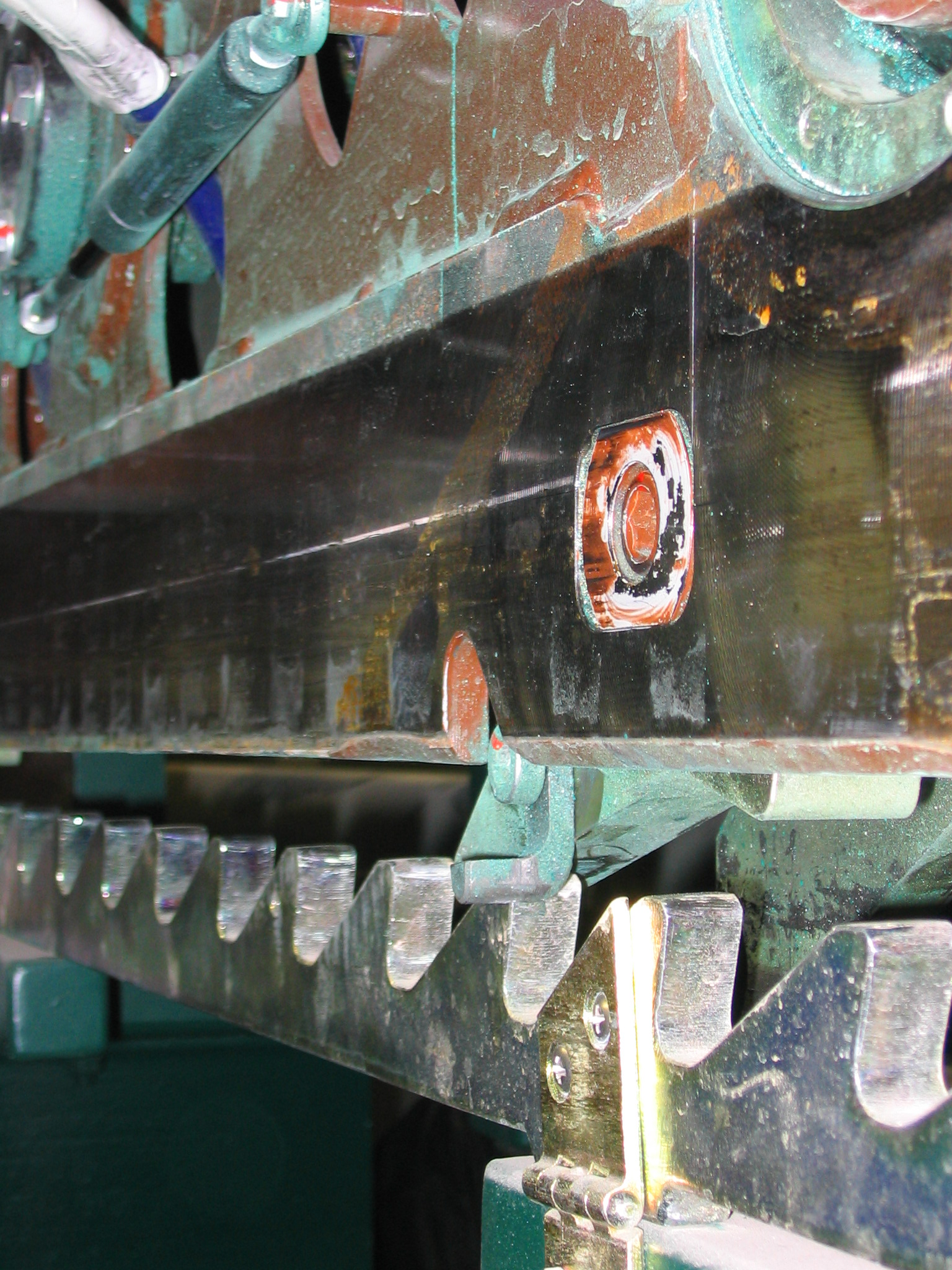
Rückrollsicherung an einem Achterbahnwagen von Gerstlauer

Neben verschiedenen Antriebsformen von Abschussachterbahnen gibt es auch bei den Liftarten unterschiedliche Konzepte. So sind Kettenlifte, Kabellifte, Reibradlifte, Trommellifte und Vertikallifte vorzufinden.
Gegen ein Zurückrollen auf dem Lifthill wird der sogenannte Safety Dog oder die Wirbelstrom-Rückrollsperre (hauptsächlich auf Gerstlauer Infinity Coastern eingesetzt eingesetzt), der in kurzen Abständen in einer Sägezahnleiste einrastet und dabei das für viele Lifte charakteristische Klackern verursacht.
Viele neuere Anlagen besitzen spezielle Mechanismen, die das Klackern verhindern, indem sie die Raste nur bei einem tatsächlichen Zurückrollen des Zuges auslösen. Der Hersteller Vekoma verwendet hingegen keinen Safety Dog. Stattdessen gibt es Bremsbleche, die den ganzen Lift hinauflaufen. Die Bremsbleche laufen dann an den Zügen durch einen Spalt, in dem es auch einen Keil gibt, der mit einer Feder in diesen Spalt hineingedrückt wird. Wenn der Zug, zum Beispiel durch das Reißen der Antriebskette, zurückrollen sollte, dann wird der Keil im Zug eingeklemmt und so stark gegen das Bremsblech gedrückt, dass ein Zurückrollen verhindert wird. Der deutlich hörbare Unterschied zu den Safety Dogs besteht darin, dass bei der Einfahrt auf den Lift ein „Klack“-Geräusch zu hören ist, das in ein metallisches Schleifen übergeht, das die ganze Zeit auf dem Lift zu hören ist. Bei den Achterbahnen des Typs Suspended Looping Coaster sind es – wie bei der Achterbahn „Limit“ im Heide-Park – drei Keile, die den Zug gegen ein Zurückrollen auf dem Lift sichern.
Neben dem Hochziehen der Züge auf den höchsten Punkt der Achterbahn haben die Lifthills aller Achterbahnen, bei denen es mehr als einen Zug gibt, noch eine weitere Aufgabe, die zur Sicherheit beiträgt: Wenn ein Zug den Lifthill hinaufgezogen wird und der vorausfahrende Zug die erste Blockbremse nach dem Lifthill noch nicht vollständig verlassen hat, dann schaltet die SPS den Antrieb des Lifthills aus, noch bevor der gezogene Zug den höchsten Punkt des Lifthills erreichen kann. Dies ist eine vom TÜV vorgeschriebene Sicherheitsfunktion, die gefährliche Auffahrunfälle verhindern soll, da ein Block so immer vollständig geräumt ist, bevor er vom nächsten Zug durchfahren wird.

### Zurückrollen

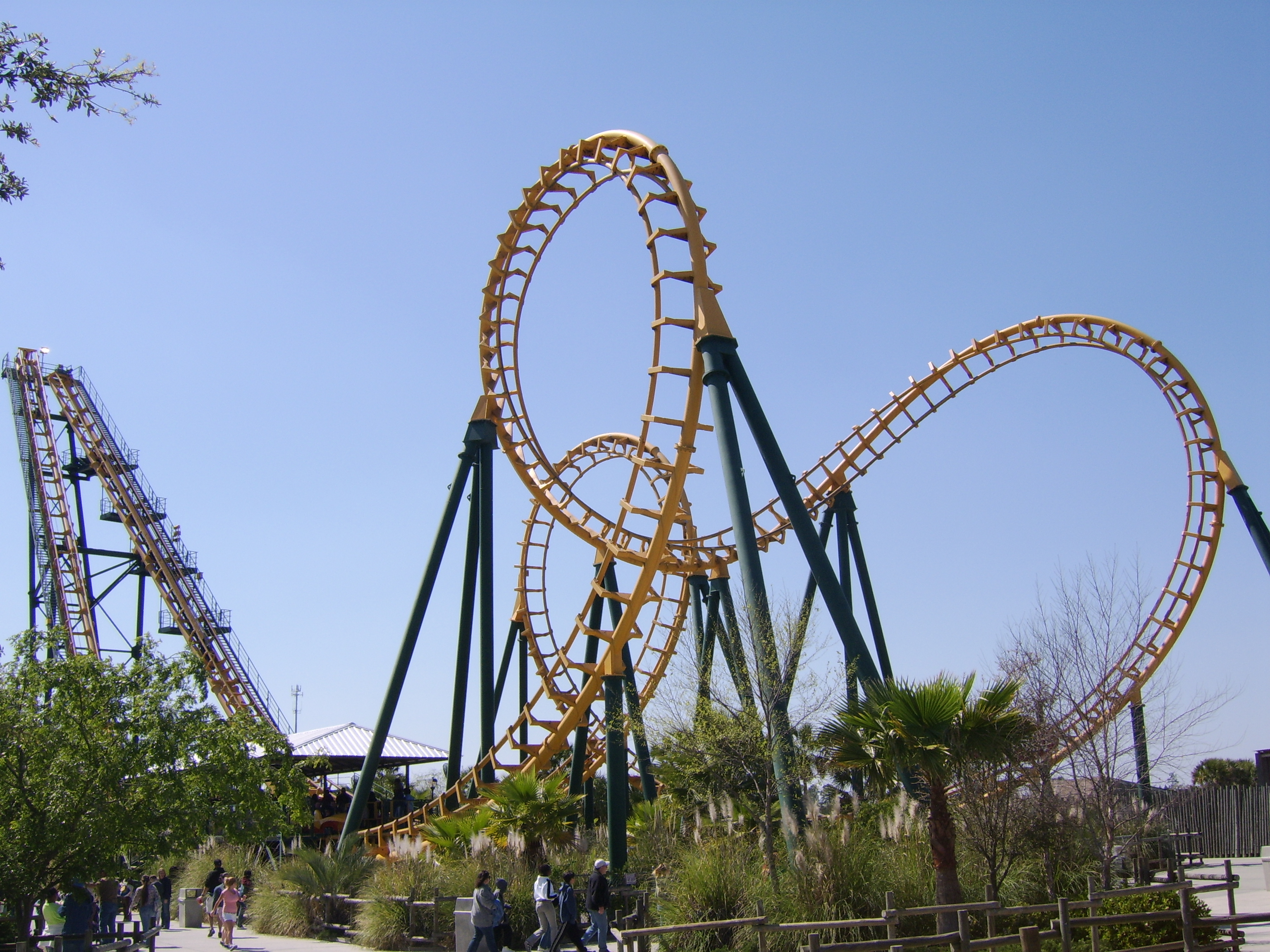
Ein Beispiel für absichtliches Zurückrollen: ein Boomerang

Als Zurückrollen (engl. rollback) bezeichnet man bei Achterbahnen den Vorgang, dass eine Steigung nicht geschafft wird und der Zug die Steigung wieder zurückrollt.
Dies geschieht durch die zu niedrige Geschwindigkeit entweder bei zu geringer Beschleunigung durch das Abschusssystem von Launched Coastern oder durch zu hohe Rollreibung der Räder der Achterbahnwagen, ausgelöst durch Verschleiß oder zu hohe Viskosität der Schmiermittel bei geringer Außentemperatur.
Vor allem bei Abschussachterbahnen mit senkrecht zum Top Hat ansteigender Strecke wie z. B. Kingda Ka kommt es gelegentlich zum Zurückrollen. Allerdings fahren bei diesen Bahnen auf der Startgerade Bremsschwerter für die Wirbelstrombremsen aus, nachdem die Wagen den jeweiligen Abschnitt passiert haben. Im Falle des Zurückrollens wird der Zug so sicher gebremst.
Shuttle Coaster sind so konstruiert, dass sie absichtlich zurückrollen, bei manchen kleinen Achterbahnen lässt man als besonderen Effekt die Achterbahn am Ende der Fahrt rückwärts in den Bahnhof zurückrollen.

### Zugsteuerung
Heute sind die speicherprogrammierbaren Zugsteuerungen – wie sie ähnlich auch in der Fertigungstechnik eingesetzt werden – die wichtigste Sicherheitstechnik, um das Auffahren der Achterbahnwagen zu vermeiden.
Ähnlich wie im Eisenbahnverkehr wird die Fahrstrecke in mehrere Blöcke aufgeteilt, die erst befahren werden können, wenn das vorausfahrende Fahrzeug den folgenden Blockabschnitt verlassen hat.
Die Abschnitte sind dabei durch Elemente, die einen definierten Halt des Fahrzeugs ermöglichen – Bremsen oder Transportelemente – voneinander getrennt.
Das Ein- und Ausfahren der Wagen wird durch Sensoren erfasst und der zentralen Computersteuerung übermittelt. Sobald der Abschnitt frei ist, wird die Bremse geöffnet beziehungsweise das Transportsystem wird in Betrieb gesetzt.
In der Station wird die Freigabe der Strecke durch Lichtsignale angezeigt. Am Bedienpult wird dann, nach Kontrolle der sicheren Platzierung der Fahrgäste, die Abfahrt manuell ausgelöst.
Bei vielen modernen Anlagen ist die Abfahrt der Züge erst möglich, nachdem alle Rückhaltesysteme über Sensoren der Steuerung den Zustand „Geschlossen“ mitgeteilt haben, die Zugangstore geschlossen sind und die Kontrolleure durch Tastendruck auf beiden Seiten der Station „Station frei“ signalisieren.

## Fahrelemente

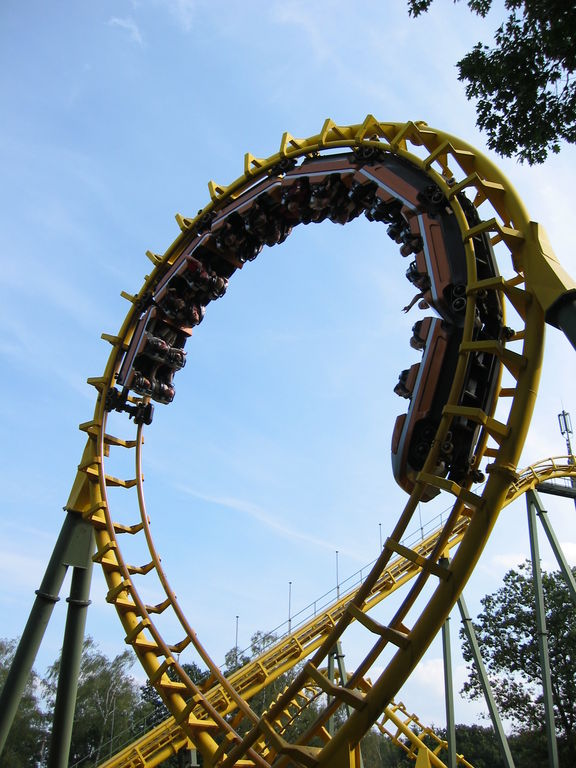
Ein Looping

Auch Fahrelemente gibt es heutzutage unzählig viele.
Das klassische Element einer Achterbahn ist die Bergabfahrt – die erste, meist auch höchste Abfahrt wird First Drop genannt – und die Fahrt über Hügel. Je nach Form und Ausprägung werden auch hier meist englische Bezeichnungen verwendet. So wird bei hohen parabelförmigen Hügeln oft von Camelbacks (Kamelrücken), bei kleinen flachen von Bunnyhops (Kaninchensprünge) gesprochen.
Schon früh wurden mit den Figure-Eight- und Twister-Achterbahnen auch Anlagen mit Kurven realisiert. Waren diese zunächst flach, wurden sie zunehmend geneigt gebaut, um seitlich auf die Mitfahrer wirkende Kräfte zu reduzieren. Eine Ausnahme bilden dabei die Wilde-Maus-Achterbahnen, bei denen die ungeneigten engen Mauskurven das Hauptmerkmal darstellen.
Die Technik zur Berechnung und zum Biegen der Schienen wurde im Laufe der Jahre immer weiter verbessert, die Belastungen für die Fahrgäste auf diesem Wege weiter reduziert. Vor allem die Einführung der sogenannten Herzlinie und der Raumkurve durch Werner Stengel hat dazu beigetragen.
Dabei werden die Schienen so gestaltet, dass die Drehachse nicht, wie früher üblich, auf der Schienachse liegt, sondern sich in Höhe der Körpermitte, also etwa dem Herzen, der Fahrgäste befindet. Damit werden die seitlichen Wege, die der Oberkörper des Passagiers zurücklegen muss, und die auftretenden Kräfte reduziert.
Durch die fortgeschrittenen Berechnungsmodelle und Fertigungstechniken wurden neben einfachen Steilkurven und Helices auch aufwendigere Streckenführungen wie Umschwünge, überneigte Kurven (Overbanked Turn), Hügel mit Richtungswechsel und Air-Time (EGF-Flip) oder senkrechtstehende Kurven (Immelmann Turn) möglich.

### Inversionen
Bereits ab Ende des 19. Jahrhunderts versuchte man einen Looping in die Holzbahnen einzubauen. Die Gäste trugen zum Teil aber Verletzungen wie Schleudertraumata durch die auftretenden hohen Kräfte davon.
Die erste moderne Achterbahn mit Überschlagselementen war die 1975 von Ron Toomer entworfene Corkscrew in Knott’s Berry Farm, USA. Bei der 1989 an den Silverwood Theme Park verkauften Bahn von Arrow Dynamics gab es zwei der namengebenden Schrauben.
Erst der deutsche Konstrukteur Werner Stengel fand eine Lösung für die viel zu hohen g-Kräfte und Drehmomente in kreisrunden Loopings. Er berechnete einen Looping in der Form einer Klothoide, bei der der Radius bei Ein- und Ausfahrt in den Looping deutlich größer als im oberen Looping-Teil ist. So konnte er die Kräfte optimieren und 1976 zusammen mit dem Hersteller Anton Schwarzkopf aus Münsterhausen den ersten Looping bei der Bahn Revolution (Six Flags Magic Mountain, USA) realisieren.
Neben dem klassischen Looping und der Schraube (Corkscrew) gibt es auch Variationen wie den Dive Loop, die Zero-g-Roll oder den Boomerang beziehungsweise Cobra Roll, um nur einige wenige zu nennen. Viele der Namen sind von vergleichbaren Figuren des Kunstfluges übernommen worden.

## Rekordhalter
Um die Besucher zu locken, setzen viele Betreiber von Achterbahnen auf möglichst ausgefallene Eigenschaften, mit denen man ein gutes Marketing betreiben kann und den Besuchern das Gefühl gibt, etwas Besonderes und Einzigartiges erlebt zu haben. Neben aufwendigen Thematisierungen sind vor allem Rekorde ein beliebtes Mittel, dies zu erreichen. Im Wettlauf um die höchste Achterbahn haben sich vor allem US-amerikanische Parks und Parkketten lange Zeit gegenseitig überboten, um den Weltrekordhalter im eigenen Park zu haben. Auch ohne offiziellen Guinness-Weltrekord werben viele Betreiber mit inoffiziellen oder lokalen Rekorden wie „höchste Achterbahn in Deutschland“ oder Ähnlichem.
Problematisch ist oft die genaue Definition und Abgrenzung eines Rekordes. So war Colossos bis 2006 die höchste reine Holzachterbahn, da Son of Beast einen Looping aus Stahl hatte, weshalb sie nicht immer als Holzachterbahn anerkannt wurde. Auch wird im Falle von Colossos immer noch mit der steilsten Abfahrt auf einer Holzachterbahn geworben, obwohl seit 2003 mit Balder eine steilere existiert. Der Knackpunkt ist, dass im Guinness-Buch der Rekorde weiterhin Colossos als Bahn mit der steilsten Abfahrt gelistet wurde.
Teilweise werden auch Angaben wie die Höhe geschönt, um die Bahnen besser dastehen zu lassen.

### Stahlachterbahnen
- Schnellste Beschleunigung: Maxx Force 125,5 km/h in 1,8s – Six Flags Great America, Illinois, USA (2019)
- Höchste: Top Thrill 2 128 m – Cedar Point, Ohio, USA (2024)
  - Höchste in Europa: Red Force 112 m – Ferrari Land, Salou, Spanien (2017)
  - Höchste in Deutschland: Der Schwur des Kärnan 73 m – Hansa-Park, Sierksdorf (2015) und Silver Star 73 m – Europa-Park, Rust (2002)
  - Höchste transportable Achterbahn: Dreier Looping, 34 m  ,
- Längste: Steel Dragon 2000 2.479 m – Nagashima Spa Land, Japan (2003)
  - Längste in Europa: Big One 1.675,5 m – Pleasure Beach Resort, Großbritannien (1994)
  - Längste in Deutschland: Silver Star 1620 m, Europa-Park, Rust (2002)
- Längste Indoorachterbahn: Guardians of the Galaxy: Cosmic Rewind 1.700 m, Epcot, USA (2022)[25]
- Schnellste: Formula Rossa 240 km/h – Ferrari World, Abu Dhabi, Vereinigte Arabische Emirate (2010)
  - Schnellste in Europa: Red Force 180 km/h – Ferrari Land, Salou, Spanien, (2017)
  - Schnellste in Deutschland: Schwur des Kärnan 127 km/h – Hansa-Park, Sierksdorf (2015) und Silver Star 127 km/h – Europa-Park, Rust (2002)
- Höchste Abfahrt: Top Thrill 2 122 m – Cedar Point, Ohio, USA (2024)
  - Höchste Abfahrt in Europa: Hyperion 82 m – Energylandia, Zator, Polen (2018)
  - Höchste Abfahrt in Deutschland: Der Schwur des Kärnan 67 m – Hansa-Park, Sierksdorf (2015) und Silver Star 67 m – Europa-Park, Rust (2002)
- Steilste Abfahrt: TMNT Shellraiser 121,5 Grad – Nickelodeon Universe Theme Park, New Jersey, USA (2019)
  - Steilste Abfahrt in Europa: Timber Drop 113 Grad – Fraispertuis-City, Jeanmenil, Frankreich (2011)
  - Steilste Abfahrt in Deutschland: Flucht von Novgorod 97 Grad – Hansa-Park, Sierksdorf (2009) und Huracan 97 Grad Belantis, Zwenkau (2010)
- Meiste Überschläge: The Smiler – 14 Inversionen – Alton Towers, Staffordshire, Großbritannien (2013)[26]
  - Eejanaika (jap. ええじゃないか) – Fuji-Q Highland, Fujiyoshida, Japan (2006) besitzt 14 Inversionen, allerdings werden die meisten Überschläge bei diesem 4th Dimension Coaster durch Drehung der Sitze erzeugt. „Echte“ Inversionen der Schiene hat die Bahn nur zwei.
  - Meiste Überschläge in Europa: The Smiler – 14 Inversionen – Alton Towers, Staffordshire, Großbritannien (2013)
  - Meiste Überschläge in Deutschland: Voltron – 7 Inversionen – Europa-Park, Rust (2024)
- Breiteste Wagen: Griffon 10 Sitze nebeneinander – Busch Gardens Europe, Williamsburg, Virginia, USA (2007)
- Höchster Kettenlift: Fury 325 99 m – Carowinds, Charlotte (North Carolina), North Carolina, USA (2015)

### Holzachterbahnen
- Höchste: T Express 56 m – Everland, Yongin-si, Gyeonggi-do, Südkorea (2008)
- Längste: The Beast 2243 m – Kings Island, Cincinnati, Ohio, USA (1979)
- Schnellste: Goliath 115,9 km/h – Six Flags Great America, Gurnee, Illinois, USA (2014)
- Höchste Abfahrt: Goliath 54,9 m – Six Flags Great America, Gurnee, Illinois, USA (2014)
- Steilste Abfahrt: Goliath 85 Grad – Six Flags Great America, Gurnee, Illinois, USA (2014)

### Älteste Achterbahnen
Die älteste in Betrieb befindliche Achterbahn ist die Side-Friction-Holzachterbahn Leap The Dips aus dem Jahre 1902 im Lakemont Park in Altoona, Pennsylvania/USA. Als älteste noch betriebene Stahlachterbahn gilt die 1930 gebaute Rodelbaan im niederländischen Freizeitpark De Waarbeek.

### Ausdauerrekorde
Neben den Rekorden der Bahnen gibt es auch regelmäßig Versuche, Ausdauerrekorde im Achterbahnfahren aufzustellen. Während die Rekordversuche früher teilweise nur zu Parköffnungszeiten durchgeführt wurden, werden sie heute rund um die Uhr durchgeführt und nur von genau festgelegten kurzen Pausen unterbrochen.
Insbesondere der US-Amerikaner Richard Rodriguez ist für seine vielen Rekordfahrten bekannt, die teilweise auch von Ärzten und Wissenschaftlern erforscht wurden. Er ist auch langjähriger Halter des Guinness-Rekords, der ihm allerdings von August 2006 bis August 2007 vom Deutschen Stefan Seemann zwischenzeitlich abgenommen wurde. Der aktuelle Rekord, aufgestellt von Rodriguez im August 2007, beträgt 9,5 Tage auf Expedition GeForce im Plopsaland Deutschland.

## Hersteller
Die Liste zeigt eine unvollständige Auswahl bekannter Achterbahnhersteller.
- ABC-Rides
- Arrow (jetzt Teil von S&S als S&S-Arrow)
- ART Engineering
- BHS
- Bolliger & Mabillard
- Carl Miler
- Charlie Dinn / Dinn Corporation
- Custom Coasters International (CCI)
- Fabbri
- FELDrides
- Gerstlauer Amusement Rides
- Giovanola (bis 2004)
- Great Coasters International (GCI)
- Herschell (1970 von Chance Rides gekauft)
- Ingenieur-Holzbau Cordes
- Intamin
- L&T Systems
- Mack Rides
- Maurer AG
- PAX Company
- Pinfari
- Premier Rides
- Preston & Barbieri
- Reverchon
- Rocky Mountain Construction
- SBF Visa
- S&S Power
- Schwarzkopf GmbH
- The Gravity Group
- Togo
- Vekoma
- William Cobb
- Wisdom Rides
- Zamperla Rides
- Zierer Karussell- und Spezialmaschinenbau

## Coaster Count
Unter einigen Achterbahnfans ist es sehr beliebt, die bereits gefahrenen Achterbahnen zu zählen und die Anzahl untereinander zu vergleichen. Um dies zu vereinfachen, sind international verschiedene Internetseiten entstanden, die das Zählen und das Vergleichen des Counts vereinfachen. Dazu sind die Achterbahnen anhand verschiedener Kriterien in einer Liste geordnet, zum Beispiel nach Land und Freizeitpark oder transportabel/stationär. Es kann angekreuzt werden, was gefahren wurde. Die Ergebnisse lassen sich dann in einer Rangliste miteinander vergleichen. Als Referenz für die Listen dient in der Regel die von Duane Marden betriebene Roller coaster Database, die alle weltweit bekannten stationären beziehungsweise in Freizeitparks aufgebauten Achterbahnen inklusive technischer Daten listet. Für die transportablen Bahnen auf der Reise existiert kein derartiges internationales Verzeichnis, hier führen die Seiten meist eigene Datenbanken.
In der Fanszene wird stets darüber gestritten, was beim Zählen als Achterbahn gezählt werden darf und was nicht. Umstritten sind dabei vor allem die Powered Coaster, Wasserachterbahnen, Butterflys und Alpine Coaster.

## Einfluss auf die Alltagskultur

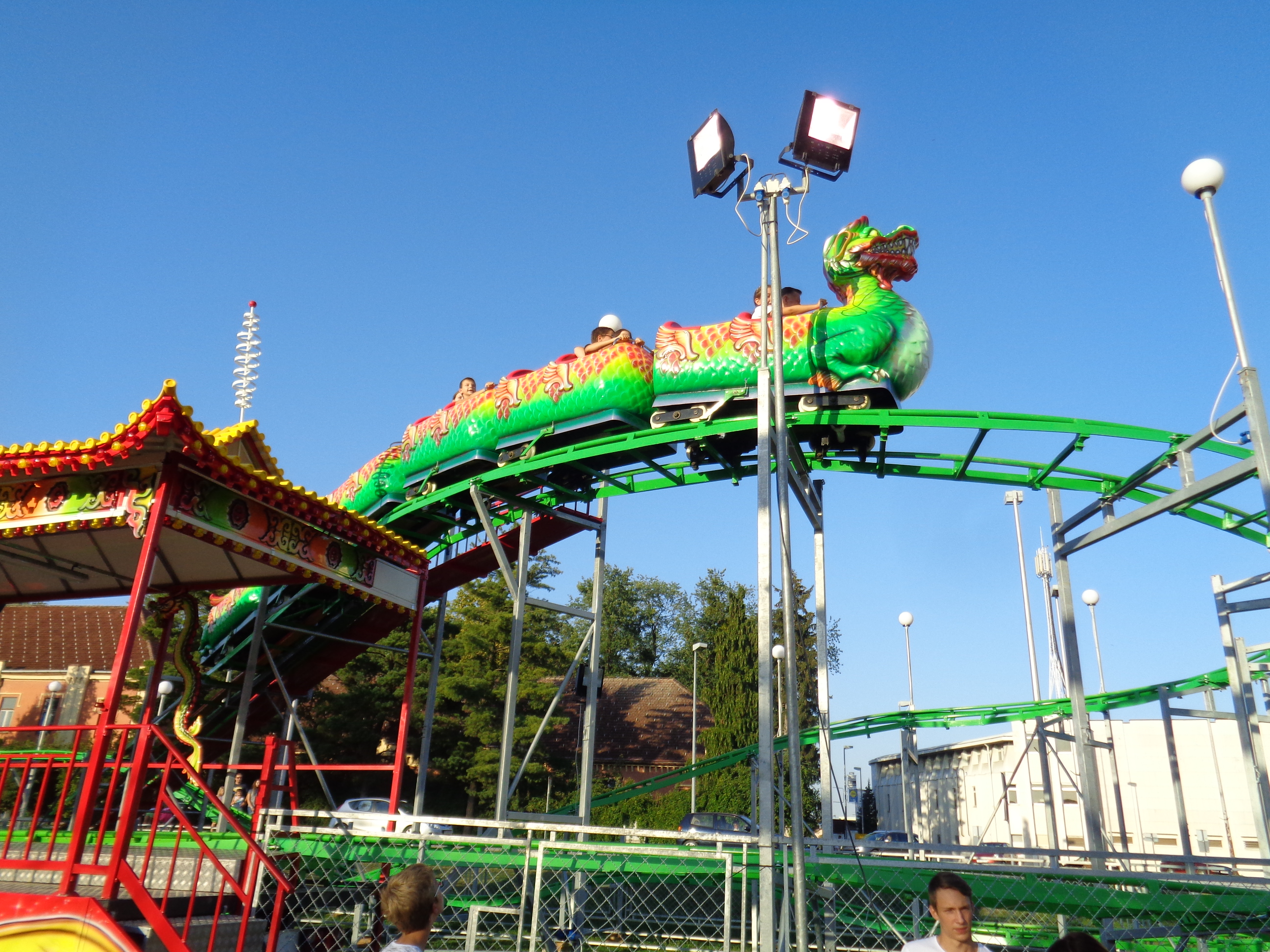
Eine kleine Achterbahn in Čakovec, Kroatien

Achterbahn oder Achterbahnfahrt hat sich zur Metapher für ein bewegtes Auf-und-Ab, beziehungsweise jederlei starke Bewegung entwickelt. Besonders häufig erscheinen die Worte dabei in Zusammenhang mit Gefühlen und dem Verlauf des Lebens. Vor allem als Bestandteil von Buch-, Lied- oder Musikalbentiteln ist die Verwendung sehr beliebt. Eine Suche nach Büchern, in deren Titel das Wort Achterbahn vorkommt, liefert bei Onlinebuchhandlungen mehrere hundert Ergebnisse, die wenigsten gefundenen Bücher beschäftigen sich dabei tatsächlich mit Achterbahnen. Bekannt geworden ist auch der Ausspruch aus den Werner-Comics und Filmen „...sonst is hier gleich Achterbahn!“ als Warnung vor heraufbeschworenem Ärger. Auch der Verlag von Comic-Zeichner Rötger Feldmann und Jens Nieswand, in dem unter anderem die Werner-Comics erschienen, hieß Achterbahn.

### Beispiele
- Bücher:
  - Elisabeth Buchner: Wenn Körper und Gefühle Achterbahn spielen …, Kleinsendelbach FVB, 2007, ISBN 978-3-934246-03-4
  - Frido Mann: Achterbahn: Ein Lebensweg, Rowohlt-Taschenbuch-Verl. 2009, ISBN 978-3-499-62392-9
  - Thomas Bock: Achterbahn der Gefühle. Mit Manie und Depression leben lernen, Psychiatrie-Verlag, 2005, ISBN 978-3-88414-373-5
  - Claudia Hammond: Emotional Rollercoaster: A Journey Through the Science of Feelings, Harper Perennial, London, 2006, ISBN 978-0-00-716467-7
- Musik:
  - The Invincible Spirit: The Rollercoaster Revolution, Album, 1990
  - Wolfgang Petry: Achterbahn, Album u. a. mit Lied Du machst aus mir ’ne Achterbahn, 2001
  - Mary Roos: Achterbahn, Album u. a. mit Lied Wir Fahr'n Achterbahn, 2003
  - Ronan Keating: Life Is a Rollercoaster, Lied 2000 – erreichte in mehreren Ländern Platz eins der Musikcharts
  - Helene Fischer: Achterbahn, Lied u. a. Helene Fischer, 2017

In Film und Fernsehen werden Achterbahnen oft als Spannungselement eingesetzt. Teilweise spielen die Bahnen sogar eine bedeutende Rolle, beispielsweise drohen im Thriller Achterbahn und im Tatort Der Tod fährt Achterbahn Erpresser damit Achterbahnen zu sabotieren.
Achterbahnen werden auch gerne in der Werbung verwendet, wenn ein dynamisches Element dargestellt werden soll. Beispielsweise warb Barclays mit einer fiktiven Achterbahnfahrt durch Manhattan für sein kontaktloses Zahlungssystem.
Neben Spielzeugen die direkt eine Achterbahn nachbilden, wie Kugelbahnen und aufziehbare Bahnen, wurde die Achterbahn auch in Brettspielen wie Das Nilpferd in der Achterbahn (Bertram Kaes, Ravensburger, 1988) thematisiert. Weiterhin werden oder wurden von verschiedenen Firmen Modellbausätze für mehr oder weniger realistische Achterbahnmodelle angeboten. Als Beispiele sind hier Faller und Coasterdynamix mit eher realistischen Modellen und das Konstruktionssystem K’Nex mit fantastischen Baumöglichkeiten zu nennen.
Im Physikunterricht werden Achterbahnen gern genutzt um Prinzipien der Energieumwandlung zu verdeutlichen. Selbst Albert Einstein nutzte in seinem Buch The Evolution of Physics eine Achterbahn, genauer eine Switchback Railway, als Anschauungsobjekt.

### Umsetzung in Videospielen
Es gibt verschiedene Videospiele, die als Haupt- oder Teilaufgabe den Bau von Achterbahnen haben. Die bekanntesten sind die Serien RollerCoaster Tycoon (vier Spiele und diverse Add-ons) und Theme Park (ebenfalls drei Spiele), bei denen der Achterbahnbau in der Regel allerdings nur Teilaufgabe des Managements eines Freizeitparks ist. Teilweise gibt es aber die Möglichkeit, einen reinen Achterbahnmodus zu nutzen. Bei diesen Spielen steht weniger der Realismus als einfache Bauweise im Vordergrund.
In eine andere Richtung zielt NoLimits Rollercoaster, bei dem es einen vereinfachten CAD-ähnlichen Editor gibt, in dem man die Bahnen detailliert entwerfen kann, die man später im Simulationsmodus gerendert fahren kann. Aufgrund des hohen Realismus erzielt man nicht so schnell gute Ergebnisse, allerdings wird das Programm aus dem gleichen Grund von verschiedenen Achterbahnherstellern als Präsentationssoftware für ihre neuen Bahnen genutzt.
Im Jahr 2016 erschien von Frontier das Spiel Planet Coaster. Acht Jahre später im Jahr 2024 veröffentlichte Frontier den Nachfolger Planet Coaster 2.

### Medizinische Aspekte
2008 stellten US-amerikanische Forscher anhand eines Silikonmodells fest, dass das Fahren mit einer Achterbahn in einigen Fällen zum Abgang von unterschiedlich großen Nierensteinen führte. Für die Erfolgsrate spielte die Größe der Steine keine Rolle, wohl aber der Sitzplatz innerhalb der Wagenreihung. So betrug die Abgangsrate im vordersten Wagen 16,7 Prozent und im letzten der fünf Wagen 63,9 Prozent. Die Erfolgsquote unterschied sich zudem, je nachdem ob es sich um einen oberen oder einen unteren Nierenkelchstein handelte. Weshalb die Steine beim Achterbahnfahren abgingen, konnte bei den Versuchen nicht herausgefunden werden. Die Versuche wurden durchgeführt, nachdem einige Patienten berichtet hatten, nach einer Achterbahnfahrt Steine ausgeschieden zu haben. Die Versuche fanden bei zweieinhalbminütigen Fahrten ohne Looping statt. 2018 erhielten die Wissenschaftler für den Versuch den Ig-Nobelpreis.

### Gastronomie
Es gibt Event-Restaurants, bei denen die Speisen von der Küche aus über eine Modellachterbahn an die Essplätze geliefert werden.

## Filme
- Speed Machines, Discovery Channel, 1997
- Faszination Achterbahn, ZDF-Dokumentation von Rosi Bundz, 2021